# Bernardino Scotti
Bernardino Scotti (ur. 6 albo 12 października 1656 w Mediolanie, zm. 16 listopada 1726 w Rzymie) – włoski kardynał.

## Życiorys
Urodził się 6 albo 12 października 1656 roku w Mediolanie, jako syn Vincenza Scottiego i Teodory Cusany Borromeo. Po studiach prawniczych praktykował w rodzinnym mieście, a następnie wyjechał do Rzymu. Tam wstąpił do Kurii Rzymskiej, gdzie został m.in. referendarzem Najwyższego Trybunału Sygnatury Apostolskiej i audytorem Roty Rzymskiej. 29 maja 1715 roku został kreowany kardynałem in pectore. Jego nominacja na kardynała prezbitera została ogłoszona na konsystorzu 16 grudnia tego samego roku, a następnie nadano mu kościół tytularny San Pietro in Montorio. 28 października 1717 roku przyjął święcenia diakonatu, a trzy dni później – prezbiteratu. Rok później został prefektem Najwyższego Trybunału Sygnatury Sprawiedliwości. Zmarł 16 listopada 1726 roku w Rzymie.